# Cham Darreh
Cham Darreh (persiska: چم درّه, چند دره) är en ort i Iran. Den ligger i provinsen Bushehr, i den södra delen av landet, 900 km söder om huvudstaden Teheran. Cham Darreh ligger 597 meter över havet och antalet invånare är 165.
Terrängen runt Cham Darreh är huvudsakligen kuperad, men den allra närmaste omgivningen är platt. Cham Darreh ligger nere i en dal.Runt Cham Darreh är det ganska glesbefolkat, med 31 invånare per kvadratkilometer. Närmaste större samhälle är Jam, 6,8 km sydost om Cham Darreh. Omgivningarna runt Cham Darreh är i huvudsak ett öppet busklandskap.